# Eider
|  | No s'ha de confondre amb l'ocell de la família dels anecs Èider.. |

L'Eider és el riu més llarg de l'estat de Slesvig-Holstein. Encara que és navegable des de Rendsburg avui només serveix excepte per a la navegació turística. Des de Rendsburg, les embarcacions comercials generalment utilitzen el Canal de Gieselau, que el connecta amb el Canal de Kiel.
Té una llargada 188  km i una conca de 3275  km², tot i que la construcció del canal de Kiel als anys 1880 va tallar el riu en dues parts, des d'aleshores curs superior desguassa via el canal, el que va minvar la conca hidrogràfica d'uns 1200 km². Neix a l'estany de Klasterteich a Wattenbek i desemboca al Mar del Nord a Tönning al districte de Nordfriesland. Des de la construcció de la resclosa i dic de Nordfeld el 1937 per protegir les terres interiors contra la maror ciclònica, només és sotmès a la marea fins a Drage, abans se'n sentia l'efecte fins a Rendsburg. Entre Tönning i la resclosa antimarejada a la desembocadura forma un ample estuari amb una plana de marea semblable a la del Mar de Wadden.
Des del 811 fins al 1864 a la fi de la Guerra dels Ducats amb el riu Levensau va ser frontera d'estat entre el ducat de Slesvig, feu de Dinamarca i el comtat de Holstein, feu del Sacre Imperi Romanogermànic, encara que des del 1474 els dos territoris van ser governats en unió personal pels reis danesos de la Casa d'Oldenburg. De 1784 a 1890 feia part de la connexió de navegació interior entre el Mar del Nord i Mar Bàltic amb el Canal de Slesvig-Holstein. Es va canalitzar el tram superior per a connectar-lo amb el canal amb una escala de rescloses. Al tram inferior des de Rendsburg es van tallar uns meandres i executar unes obres menors. Va ser més segur que el trajecte marítim tempestuós per l'Skagerrak i el Kattegat però no gaire més curt, per la navegació complicada a l'Eider inferior i el seu estuari.